# Негер (приток Рура)
Негер (нем. Neger) — река в Германии, протекает по району Хохзауэрланд в округе Арнсберг земли Северный Рейн — Вестфалия. Левый приток Рура. Длина — 17,7 км, площадь водосбора — 53,883 км².
Река берёт начало к северу от деревни Рехзипен на высоте около 720 м над уровнем моря. Течёт в северо-северо-восточном направлении через деревню Хенкенхауз, город Зидлингхаузен, деревни Брунскаппель и Вульмерингхаузен, впадает в Рур в Штайнхелле слева в 202,5 км от его устья на высоте около 350 метров. Ниже Зидлингхаузена на реке создан пруд.
Речной индекс — 276114.

## Притоки
Объекты перечислены по порядку от устья к истоку.
- 0,8 км: Фаулес-Зипен (лв[2], длина — 1,1 км[1])
- 1,2 км: Фаулеборн (лв[2], длина — 1,5 км[1])
- 7,4 км: Хартмеке (лв[2], длина — 0,8 км[1])
- 8,3 км: Хамбкебеке (пр[2], длина — 2,3 км[1])
- 10,1 км: Наменлосе (пр[2], длина — 10,2 км[1])
- 13,1 км: Гирс (лв[2], длина — 4,5 км[1])
- 14,3 км: Ренау (пр[2], длина — 5,4 км[1])
- 14,8 км: Гутмеке (пр[2], длина — 2,4 км[1])